# Morehead City (Carolina del Norte)
Morehead City es una ciudad ubicada en el condado de Carteret en el estado estadounidense de Carolina del Norte. La localidad en el año 2000, tenía una población de 7.691 habitantes en una superficie de 6.5 km², con una densidad poblacional de 582.3 personas por km².

## Geografía
Morehead City se encuentra ubicado en las coordenadas 34°43′40″N 76°44′48″O / 34.72778, -76.74667. Según la Oficina del Censo, la localidad tiene un área total de 14,7 km² (5,7 mi²), de la cual 13,2 km² (5,1 mi²) es tierra y 1,4 km² (0,5 mi²) (9.89%) es agua.

### Localidades adyacentes
El siguiente diagrama muestra a las localidades en un radio de 16 kilómetros (9,9 mi) de Morehead City.

## Demografía
En el 2000 la renta per cápita promedia del hogar era de $28.737, y el ingreso promedio para una familia era de $39.920. El ingreso per cápita para la localidad era de $19.138. En 2000 los hombres tenían un ingreso per cápita de $26.852 contra $21.995 para las mujeres. Alrededor del 14.60% de la población estaba bajo el umbral de pobreza nacional.